# Гюнтер XXV (Шварцбург-Бланкенбург)
Гюнтер XXV фон Шварцбург-Бланкенбург (на немски: Gunther XXV von Schwarzburg-Blankenburg; † 6 юни 1368) от Дом Шварцбург, е граф на Шварцбург-Бланкенбург-Рудолщат (1356 – 1368).

## Произход
Той е син на граф Хайнрих X (VII) фон Шварцбург-Бланкенбург († 1338) и съпругата му графиня Елизабет фон Ваймар-Орламюнде († 1362), дъщеря на граф Ото IV фон Ваймар-Орламюнде († 1318) и Аделхайд фон Кефернбург († 1304/1305) или на Катарина фон Хесен (1286 – 1322). Брат му Хайнрих XII († 1372) е граф на Шварцбург-Бланкенбург-Арнщат (1336 – 1371), женен на 24 февруари 1338 г. за графиня Агнес фон Хонщайн-Зондерсхаузен († 1382), сестра на бъдещата му съпруга Елизабет.

## Фамилия
Гюнтер XXV фон Шварцбург-Бланкенбург се жени ок. 11 юни 1347 г. пр. 1353 г. за наследничката графиня Елизабет фон Хонщайн-Зондерсхаузен (* ок. 1332; † ок. 1381), дъщеря на граф Хайнрих V фон Хонщайн-Зондерсхаузен († 1356) и принцеса Матилда фон Брауншвайг-Люнебург-Гьотинген († 1357).
- Хайнрих XX фон Шварцбург († ок. 29 септември 1413), граф на Шварцбург-Арнщат-Зондерсхаузен
- Гюнтер XXXI фон Шварцбург († сл. 1 януари 1381), лишен от собственост 1379 година
- Гюнтер XXIX фон Шварцбург-Бланкенбург (* 1352; † 7 юли 1416), граф на Шварцбург-Бланкенбург, сгоден на 30 март 1362 г., женен ок. 20 януари 1375 г. за ландграфиня Анна фон Лойхтенберг (* 1354; † 24 януари 1423), родители на Гюнтер XXXIII фон Шварцбург, архиепископ на Магдебург (1403 – 1445).